# Revolution Radio
Revolution Radio ist das zwölfte Studioalbum der US-amerikanischen Punkrock-Band Green Day.

## Entstehung
Noch vor Veröffentlichung des Albums erschien im August 2016 die Single Bang Bang sowie die Songs Revolution Radio und Still Breathing. Auf der Facebook-Seite wurden parallel jeweils Stop-Motion-Videos mit den Liedern und Songtexten gepostet. Es ist das erste Album seit 21st Century Breakdown aus dem Jahr 2009, das die Band wieder als Trio in der Kernbesetzung Armstrong/Dirnt/Cool aufgenommen hat. Jason White, der seit Ende der 1990er live die zweite Gitarre spielt, war anders als bei der Trilogie Uno, Dos, und Tré nicht als Bandmitglied an den Aufnahmen beteiligt.
Im September 2016 startete die Revolution Radio Tour. Geplant waren bis Sommer 2017 Konzerte in Nordamerika, Europa, Australien und Neuseeland.
Die Veröffentlichung des Albums erfolgte am 7. Oktober 2016. Es wurde im Gegensatz zu den vorherigen Alben von der Band selbst produziert. Im Vordergrund der Texte stehen wieder gesellschaftliche und politische Themen.
Der Song Ordinary World ist gleichzeitig Titelsong des gleichnamigen Films, in dem Billie Joe Armstrong die Hauptrolle spielt.

## Titelliste
1. Somewhere Now – 4:08
2. Bang Bang – 3:25
3. Revolution Radio – 3:00
4. Say Goodbye – 3:39
5. Outlaws – 5:02
6. Bouncing Off the Wall – 2:40
7. Still Breathing – 3:44
8. Youngblood – 2:32
9. Too Dumb to Die – 3:23
10. Troubled Times – 3:04
11. Forever Now – 6:52
12. Ordinary World – 3:00

## Singles
Bang Bang
Die erste Single Bang Bang erschien am 11. August 2016. Er bezieht sich laut Armstrong auf die „Kultur der Amokläufe“ in den USA. Im Musikvideo, das am 13. September erschien, raubt ein Trio mit Masken der Bandmitglieder eine Bank aus und besucht anschließend ein Konzert der Band.
Still Breathing
Als zweite Single erschien Still Breathing im November 2016.
Ordinary World
Als dritte Single erschien Ordinary World im Januar 2017. Das Stück erklingt auch im gleichnamigen Film Ordinary World, in dem Billie Joe Armstrong die Hauptrolle spielt.
Revolution Radio
Als vierte Single erschien Revolution Radio im Mai 2017 und das Musikvideo im Juni 2017.

## Rezeption
Der Stern schrieb:

„Die Musik ist rasend und doch melodisch, die Gitarren dröhnen, das Schlagzeug hetzt. Aus den Texten liest man Frustration mit Gesellschaft und Politik, wie schon 2004 bei der Rockoper «American Idiot». Doch dazu kommt die jugendliche Energie der «Dookie»-Zeit Mitte der 1990er.“

Laut.de urteilt etwas gemischt:

„Am Ende wirkt ‚Revolution Radio‘ wie eine souveräne und solide Platte. Die angekündigte Revolution bleibt aber aus – und das ist gut so. Green Day machen einen merklich entspannteren Eindruck, die Scheibe selbst klingt persönlicher und ehrlicher. […]
Besonders viel zu meckern gibt es dabei nicht, aber auch nicht besonders viel zu loben – es gibt weder waschechte Ausreißer oder Überraschungen nach oben, noch nach unten. Und auch wenn die zweite Hälfte ein wenig abfällt, erscheint ‚Revolution Radio‘ wie aus einem Gus und rauscht sauber durch die Anlage“

### Chartplatzierungen
| ChartsChartplatzierungen       | Höchstplatzierung | Wochen |
| ------------------------------ | ----------------- | ------ |
| Deutschland (GfK)              | 2 (13 Wo.)        | 13     |
| Österreich (Ö3)                | 4 (11 Wo.)        | 11     |
| Schweiz (IFPI)                 | 2 (14 Wo.)        | 14     |
| Vereinigte Staaten (Billboard) | 1 (15 Wo.)        | 15     |
| Vereinigtes Königreich (OCC)   | 1 (14 Wo.)        | 14     |

| ChartsJahrescharts (2016)      | Platzierung |
| ------------------------------ | ----------- |
| Schweiz (IFPI)                 | 71          |
| Vereinigte Staaten (Billboard) | 195         |
| Vereinigtes Königreich (OCC)   | 94          |

### Auszeichnungen für Musikverkäufe
| Land/Region                  | Auszeichnungen für Musikverkäufe (Land/Region, Auszeichnung, Verkäufe) | Verkäufe |
| ---------------------------- | ---------------------------------------------------------------------- | -------- |
| Italien (FIMI)               | Gold                                                                   | 25.000   |
| Vereinigtes Königreich (BPI) | Gold                                                                   | 100.000  |
| Insgesamt                    | 2× Gold ·                                                              | 125.000  |

Hauptartikel: Green Day/Auszeichnungen für Musikverkäufe